# Mustvee (rzeka)
Mustvee (est. Mustvee jõgi) – rzeka w środkowej Estonii. Rzeka ma źródła na zachód od miejscowości Laekannu, gmina Avinurme. Wpada do jeziora Pejpus w miejscowości Mustvee. Ma długość 38,7 km i powierzchnię dorzecza 179,5 km².